# 福島おりね
福島 おりね（ふくしま おりね、1958年8月7日 - ）は、日本の女性声優、音響監督、漫画家。宮城県気仙沼市出身。新潟県育ち。株式会社ウォーターオリオン代表。

## 人物
音響監督としての別名は「福島 央俐音」を用いることもある。別名はオーディオブックの出演時にも使用している。
ゲーム「龍が如く」１、２のキャスティングと音響監督を担当。
ゲーム「ダンガンロンパ」シリーズの、全キャスティングと音響監督をつとめた。
漫画家としては「第1回プリンセスまんが賞」（秋田書店）でデビュー。NTTDoCoMoマンガ小冊子にも継続して寄稿していた。
声優としては81プロデュースへの所属を経て、2004年に独立し企画制作を主な仕事とした芸能事務所ウォーターオリオンを設立。
現在は同社で代表取締役兼プロデューサーを務めており、配信番組やイベントを企画・制作。
「おりね」という名前は旧暦の七夕生まれで織姫のオリから由来する。

## 出演
太字はメインキャラクター。

### テレビアニメ
1994年
- おまかせスクラッパーズ（アキオ）
- 超くせになりそう（西沢ゆかり 他）

1995年
- あずきちゃん（トモの伯母）
- ヤンボウ ニンボウ トンボウ（1995年 - 1996年、ヤンボウ）

1996年
- 爆走兄弟レッツ&ゴー!!（子供C、子供A)
- それいけ!アンパンマン（1996年 - 、クマ太、兄モナカ、はくさいくん〈初代〉）

1997年
- HAUNTEDじゃんくしょん（女C）
- 剣風伝奇ベルセルク（少年ガッツ）
- エルフを狩るモノたちII（老婆）
- ポケットモンスター（1997年 - 2000年、イミテ）

1998年
- 頭文字D（沙織）
- 超速スピナー（チームメイト）

1999年
- 装甲救助部隊レストル（マルの母）

2000年
- ぞうのババール（ポム）
- だぁ!だぁ!だぁ!（モン吉）
- とっとこハム太郎（男の子）

2001年
- パラッパラッパー（シチューおばさん）

2007年
- ナイトウィザード The ANIMATION（先生）

### OVA
- ハーロック・サーガ ニーベルングの指環（1999年、マスさん）
- サンゴの海と王子（2000年、リョウ）
- まんがビデオ 墓場鬼太郎（2001年、水木の母）
- アーリーレインズ（2003年、ジェーン）

### 劇場アニメ
- それいけ!アンパンマン アンパンマンとハッピーおたんじょう日（1995年、少年）
- それいけ!アンパンマン 空とぶ絵本とガラスの靴（1996年、クマ太）
- ねむれ思い子 空のしとねに（2016年、織音[6]）

### ゲーム
1996年
- TIZ -Tokyo Insect Zoo-（リョウの姉）

1998年
- サイキックフォース2012 （レジーナ・ベルフロンド）
- ロードモナーク -新・ガイア王国記-（ロザリオ・ジュリアス）

1999年
- シェンムー（陶林夏）

2005年
- 龍が如く（堂島弥生）※音響監督兼任

2006年
- ドラえもん のび太の恐竜2006 DS（ピー助）
- 山佐DigiワールドSP 燃えよ! 功夫淑女（ミンミン）
- 龍が如く2（堂島弥生）

2007年
- ドラえもん のび太の新魔界大冒険DS

2008年
- デキる男のモテライフ 昼のモテ講座編・夜のモテ実戦編

2009年
- タクトオブマジック

2010年
- VANQUISH（エリザベス・ウインターズ大統領）
- 鬼灯〜二藍の刻にひそむ妖〜（久遠）

2011年
- ホーンテッドミュージアムII ようこそ幻影遊園地へ

2013年
- The Wonderful 101（ワンダ・グリーン、ワンダ・ブラック）

2014年
- ロストディメンション（ジ・エンドの少年時代）

2015年
- 不思議のクロニクル 振リ返リマセン勝ツマデハ（オール）

### 吹き替え

#### 映画
- シドニィ・シェルダン 白衣の階段（1995年、アーロン）
- 素晴らしき日（1997年、サミー・パーカー〈アレックス・D・リンツ〉）
- マーズ・アタック!（2000年、ネビル）
- TAXi3（2003年、婦警）
- サタデー・ナイト・フィーバー（2005年）※DVD新録版

#### ドラマ
- ER緊急救命室（1996年）
- アメリカン・ゴシック（1997年、ベン・ジュニア）
- 愉快なシーバー家（1997年、ビト・パドッチ）
- アリー my Love 4（2000年、サム）
- ベイウォッチ（2001年、ブレンド）
- マルコム in the Middle（2004年、グレッチェン）
- メントーズ（2005年）

#### アニメ
- ローリー・ポーリー・オーリー（2002年、ビンキー）

### デジタルコミック
- 死ニガミ少女とスマホ神（2023年、リンの母[9]）
- ラブコメと怪獣退治の不文律（2023年、ビリちゃん[10]）

### 舞台
- 煙が目にしみる
- オールウェイズ（順子）
- 飛べ!京浜ドラキュラ
- V・S・O・P安楽兵舎（マリア）
- 耳に蚤
- 夢の海賊

### オーディオブック
- 30代にしておきたい大切なこと（2008年、朗読[11]）
- 教団X（2016年[12]）
- 影踏み（2016年、老婆[13]）
- トヨトミの野望 小説・巨大自動車企業（2018年、武田敏子[14]）

## 音響監督
- サヨナラ、みどりが池-飛べ!凧グライダー!!-（2005年）
- ドラえもん のび太の恐竜2006 DS（2006年）